# Ludovico II di Savoia-Racconigi
Ludovico II di Savoia-Racconigi (Torino, ... – Torino, 1536) fu marchese di Racconigi, signore di Pancalieri con Sommariva.

## Biografia
Figlio di Bernardino I, marchese di Racconigi, e di sua moglie la nobildonna genovese Violante Adorno, Ludovico nacque a Torino. Per parte di padre era discendente diretto del ramo dei Savoia-Acaia oltre ad essere imparentato con la potente famiglia lombarda dei Borromeo, mentre per parte di madre discendeva da ben due dogi di Genova della famiglia Adorno.
Alla morte del padre nel 1526, ottenne la reggenza della signoria e del castello di Racconigi. Entrò nel contempo a far parte del Sovrano Militare Ordine di Malta, di cui non è chiaro se sia divenuto cavaliere professo o meno.
Mentre imperversava la guerra tra Francesco I di Francia e l'imperatore Carlo V del Sacro Romano Impero per la successione al trono del Monferrato (che secondo antiche convenzioni sarebbe spettato al duca di Savoia), l'11 febbraio 1536 l'esercito di Francesco I occupò l'intera Savoia oltre al Piemonte, compresi i domini di Racconigi. Il duca Carlo II di Savoia, rifugiatosi nel frattempo a Vercelli, ottenne l'aiuto del duca di Milano che gli inviò 2000 uomini, affiancati da 2000 soldati svizzeri e da altri aiuti provenienti dall'esterno. Con queste forze il duca di Savoia riuscì a riconquistare nel 1536 Pancalieri ed altre terre, che però ricaddero ben presto in mano al nemico. Ludovico II, nell'ambito di questi scontri, era rimasto lontano dalle terre di famiglia perché nominato dal duca in quello stesso 1536 alla carica di luogotenente della piazzaforte di Torino col compito di difendere la capitale dalle incursioni dei francesi. Quando l'esercito di Francesco I riuscì a superare le difese ed a penetrare in città, Ludovico II abbandonò il proprio posto il 25 marzo 1536 e da quel momento di lui non si seppe più nulla. La reggenza delle terre paterne passò in quell'anno a suo fratello minore, Filippo.

## Ascendenza
|                                  |                 |                                       | Genitori                                 |  |  | Nonni |  |  | Bisnonni                      |  |  | Trisnonni                      |  |
|                                  |                 |                                       |                                          |  |  |       |  |  | Francesco di Savoia-Racconigi |  |  | Ludovico I di Savoia-Racconigi |  |
|                                  |                 |                                       |                                          |  |  |       |  |  | Francesco di Savoia-Racconigi |  |  | Ludovico I di Savoia-Racconigi |  |
|                                  |                 | Alice de Montbel                      |                                          |  |  |       |  |  | Francesco di Savoia-Racconigi |  |  |                                |  |
| Claudio di Savoia-Racconigi      |                 |                                       |                                          |  |  |       |  |  | Francesco di Savoia-Racconigi |  |  |                                |  |
|                                  |                 | Caterina de Seyssel                   | Jean de Seyssel, signore di Barjact      |  |  |       |  |  |                               |  |  |                                |  |
|                                  |                 | Caterina de Seyssel                   | Jean de Seyssel, signore di Barjact      |  |  |       |  |  |                               |  |  |                                |  |
|                                  |                 | Caterina de Seyssel                   | Marguerite de La Chambre                 |  |  |       |  |  |                               |  |  |                                |  |
| Bernardino I di Savoia-Racconigi |                 | Caterina de Seyssel                   |                                          |  |  |       |  |  |                               |  |  |                                |  |
|                                  |                 | Giovanni Borromeo, IV conte di Arona  | Filippo Borromeo, II conte di Arona      |  |  |       |  |  |                               |  |  |                                |  |
|                                  |                 | Giovanni Borromeo, IV conte di Arona  | Filippo Borromeo, II conte di Arona      |  |  |       |  |  |                               |  |  |                                |  |
|                                  |                 | Giovanni Borromeo, IV conte di Arona  | Francesca Visconti di Cicognola          |  |  |       |  |  |                               |  |  |                                |  |
| Ippolita Borromeo                |                 | Giovanni Borromeo, IV conte di Arona  |                                          |  |  |       |  |  |                               |  |  |                                |  |
|                                  |                 | Maria Cleofe Pio                      | Giberto Pio                              |  |  |       |  |  |                               |  |  |                                |  |
|                                  |                 | Maria Cleofe Pio                      | Giberto Pio                              |  |  |       |  |  |                               |  |  |                                |  |
|                                  |                 | Maria Cleofe Pio                      | Elisabetta Migliorati                    |  |  |       |  |  |                               |  |  |                                |  |
| Ludovico II di Savoia-Racconigi  |                 | Maria Cleofe Pio                      |                                          |  |  |       |  |  |                               |  |  |                                |  |
|                                  | Raffaele Adorno | Giorgio Adorno                        |                                          |  |  |       |  |  |                               |  |  |                                |  |
|                                  | Raffaele Adorno | Giorgio Adorno                        |                                          |  |  |       |  |  |                               |  |  |                                |  |
|                                  | Raffaele Adorno | Pietrina Montaldo                     |                                          |  |  |       |  |  |                               |  |  |                                |  |
| Giovanni Adorno                  | Raffaele Adorno |                                       |                                          |  |  |       |  |  |                               |  |  |                                |  |
|                                  |                 | Violante Giustiniani Longo            | Giacomo Giustiniani Longo                |  |  |       |  |  |                               |  |  |                                |  |
|                                  |                 | Violante Giustiniani Longo            | Giacomo Giustiniani Longo                |  |  |       |  |  |                               |  |  |                                |  |
|                                  |                 | Violante Giustiniani Longo            | …                                        |  |  |       |  |  |                               |  |  |                                |  |
| Violante Adorno                  |                 | Violante Giustiniani Longo            |                                          |  |  |       |  |  |                               |  |  |                                |  |
|                                  |                 | Roberto Sanseverino, conte di Cajazzo | Leonetto Sanseverino, signore di Cajazzo |  |  |       |  |  |                               |  |  |                                |  |
|                                  |                 | Roberto Sanseverino, conte di Cajazzo | Leonetto Sanseverino, signore di Cajazzo |  |  |       |  |  |                               |  |  |                                |  |
|                                  |                 | Roberto Sanseverino, conte di Cajazzo | Elisa Sforza di Cotignola                |  |  |       |  |  |                               |  |  |                                |  |
| Eleonora Sanseverino             |                 | Roberto Sanseverino, conte di Cajazzo |                                          |  |  |       |  |  |                               |  |  |                                |  |
|                                  |                 | Giovanna da Correggio                 | Giovanni da Correggio                    |  |  |       |  |  |                               |  |  |                                |  |
|                                  |                 | Giovanna da Correggio                 | Giovanni da Correggio                    |  |  |       |  |  |                               |  |  |                                |  |
|                                  |                 | Giovanna da Correggio                 | Elisabetta Gonzaga                       |  |  |       |  |  |                               |  |  |                                |  |
|                                  |                 | Giovanna da Correggio                 |                                          |  |  |       |  |  |                               |  |  |                                |  |